# Estadio Kanjuruhan
El Estadio Kanjuruhan es un estadio polivalente situado en Malang, Provincia de Java Oriental, Indonesia. Se utiliza sobre todo para disputar partidos de fútbol. Fue construido en 1977 y renovado en 2010. La inauguración oficial tuvo lugar el 9 de junio de 2004 por la presidenta Megawati Soekarnoputri. Tiene capacidad para 42 449 espectadores. Es la sede del Arema Cronus, equipo de fútbol de la Liga 1 de Indonesia. También lo utiliza el Persekam Metro Kabupaten Malang de la Liga 3. Lleva el nombre del Reino de Kanjuruhan, un reino hindú del siglo VIII situado en la actual zona de Malang.